# Jean Moulin
Jean Moulin (Béziers, 20 de junho de 1899 — Metz, 8 de julho de 1943) foi um herói francês da resistência. Durante a Segunda Guerra Mundial foi encarregado pelo general Charles de Gaulle de unificar os movimentos de resistência contra a ocupação alemã na França.

## Carreira
Enveredando pela carreira administrativa, conheceu um percurso admirável e algo fulgurante. Em 1926, é o subprefeito mais jovem da França e, 11 anos mais tarde, o prefeito mais novo, quando da sua nomeação para o departamento de Aveyron. Nestas funções, em junho de 1940, durante a ocupação, negou-se a assinar um documento que os nazistas lhe apresentaram, que acusava as tropas francesas de cor (das colónias africanas) de cometerem atrocidades. Perante esta recusa, o Governo colaboracionista de Vichy destituiu-o das suas funções, o que o impeliu a partir para Londres nos finais de 1941. 
Na capital britânica, De Gaulle nomeou-o delegado pela zona não ocupada de França, tendo como missão reunir e organizar os vários movimentos de resistência, às ordens do Comité de Londres. A atuação de Moulin levou à formação, em maio de 1943, do Conselho Nacional da Resistência, do qual foi o primeiro presidente.
No mesmo ano, por uma traição, cai nas mãos da Gestapo, na localidade de Caluire, juntamente com outros chefes das principais organizações da Resistência, no primeiro dia do verão de 1943. Foi levado e preso na prisão de Montluc, onde foi interrogado e torturado, mas com a firme resistência de Moulin em não fornecer informações, foi transferido para Alemanha onde morreu durante a transferência, em 8 de julho.
No Panteão de Paris desde 1964 há um memorial em sua homenagem, o qual todavia não contém seus restos mortais - que nunca foram encontrados.